# Danaea carillensis
Danaea carillensis är en kärlväxtart som beskrevs av Christ. Danaea carillensis ingår i släktet Danaea, och familjen Marattiaceae. Inga underarter finns listade i Catalogue of Life.